# Tinne Hoff Kjeldsen
Pour les articles homonymes, voir Kjeldsen.
Tinne Hoff Kjeldsen est une historienne des mathématiques et professeure d'histoire des mathématiques danoise.

## Formation et carrière
En 1999, elle a obtenu son doctorat à l'université de Roskilde sous la direction d'Anders Hede Madsen (En kontekstualiseret matematikhistorisk analyse af ikke-lineær programmering: udviklingshistorie og multipel opdagelse). Elle est professeure à l'université de Roskilde et à l'université de Copenhague.   

## Travaux
Elle s'est intéressée à l'histoire de l'optimisation mathématique (programmation linéaire et non linéaire, recherche opérationnelle) et à l'histoire de la géométrie convexe (Hermann Minkowski dans le contexte de la géométrie des nombres). Elle traite également de l'approche mathématique-historique de l'enseignement des mathématiques, de la modélisation mathématique et de la philosophie des mathématiques. 
En 2012, elle est devenue membre de l'American Mathematical Society. 
En 2010, elle a été conférencière invitée au Congrès international des mathématiciens de Hyderabad (Histoire de la convexité et de la programmation mathématique: connexions et relations dans deux épisodes de recherche en mathématiques pures et appliquées du XXe siècle),.

## Publications

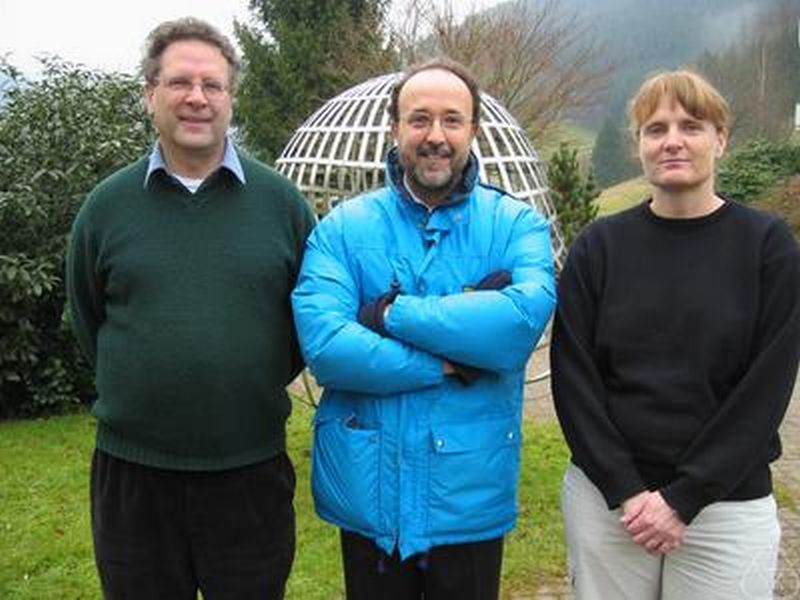
De gauche à droite : David E. Rowe, Niccolò Guicciardini et Tinne Hoff Kjeldsen, à Oberwolfach en 2005.

- (en) Tinne Hoff Kjeldsen, « The Early History of the Moment Problem », Historia Mathematica, vol. 20, no 1,‎ février 1993, p. 19-44 (DOI 10.1006/HMAT.1993.1004, lire en ligne).
- (en) Tinne Hoff Kjeldsen, « A Contextualized Historical Analysis of the Kuhn-Tucker Theorem in Nonlinear Programming: The Impact of World War II », Historia Mathematica, vol. 27, no 4,‎ novembre 2000, p. 331-361 (DOI 10.1006/HMAT.2000.2289).
- The Emergence of Nonlinear Programming: Interactions between Practical Mathematics and Mathematics Proper, The Mathematical Intelligencer, Volume 22, 2000, pp. 50-54.
- John von Neumann's Conception of the Minimax Theorem: A Journey Through Different Mathematical Contexts, Archive for History of Exact Sciences, Volume 56, 2001, pp. 39-68.
- Different Motivations and Goals in the Historical Development of the Theory of Systems of Linear Inequalities, Archive for History of Exact Sciences, Volume 56, 2002, pp. 469-538.
- New Mathematical Disciplines and Research in the Sake of World War, in Bernhelm Booß-Bavnbek (de), Jens Høyrup (éd. ) Mathematics and War, Birkhäuser 2003, p. 126-152.
- Théorème de dualité de Fenchel (danois), Matilde - Bulletin de la Société mathématique du Danemark, Volume 15, 2003, pp. 14–17.
- Editeur avec Stig Andur Pedersen, Lise Mariane Sonne-Hansen: New trends in the history and philosophy of mathematics, Odense: Syddansk Universitetsforlag 2004
- The Development of Nonlinear Programming in Post War USA: Origin, Motivation, and Expansion, dans: HB Andersen, FV Christiansen, KF Jörgensen, V. Hendricks (éd. ) The Way Through Science and Philosophy: Essays in Honor of Stig Andur Pedersen, College Publications, Londres, 2006, p. 31-50.
- Albert W. Tucker, dans Noretta Koertge (éd. ) The New Dictionary of Scientific Biographies, Volume 7, Charles Scribner's Sons, Detroit, 2008, p. 80-82.
- (en) Tinne Hoff Kjeldsen, « From measuring tool to geometrical object : Minkowski's development of the concept of convex bodies », Archive for History of Exact Sciences, vol. 62, no 1,‎ 2008, p. 59-89 ;
- Operations Research and Mathematical Programming: From War to Academia - A Joint Venture, dans: Vagn Lundsgaard Hansen, Jeremy Gray (éd. ), Histoire des mathématiques, dans: Encyclopedia of Life Support Systems (EOLSS) 2008
- Egg-forms and Measure Bodies: Different Mathematical Practices in the Early History of the Development of the Modern Theory of Convexity, Science in Context, Volume 22, 2009, pp. 85-113.
- Abstraction and application: new contexts, interpretations in twentieth-century mathematics, dans Eleanor Robson, Jacqueline Stedall (éd. ): The Oxford Handbook of the History of Mathematics, New York, Oxford University Press, 2009, p. 755-778.
- (en) Tinne Hoff Kjeldsen, « John von Neumann's Conception of the Minimax Theorem: A Journey Through Different Mathematical Contexts », Archive for History of Exact Sciences Volume, vol. 56, no 1,‎ novembre 2001, p. 39-68
- A History of the Minimax Theorem: a journey through different mathematical contexts, dans Daniel Beckers, Katja Peters, Carsten Vollmers (éd.), 9e Conférence de novembre sur l'histoire des mathématiques, Nimègue, 1999, pp. 32–38
- avec Giorgio Giorgi (éd. ): Traces and Emergence of Nonlinear Programming, Birkhäuser 2014.
- Hvad er Matematik, Akademisk Forlag 2011.